# Toon Weijnen
Antonius Angelus (Toon) Weijnen (Fijnaart, 28 december 1909 - Malden, 9 februari 2008) was een Nederlands taalkundige, gespecialiseerd in de dialectologie van het Nederlands, met name in de Brabantse dialecten van Noord-Brabant. Hij wordt wel beschouwd als de geestelijk vader van de Nederlandse dialectgeschiedenis.

## Loopbaan

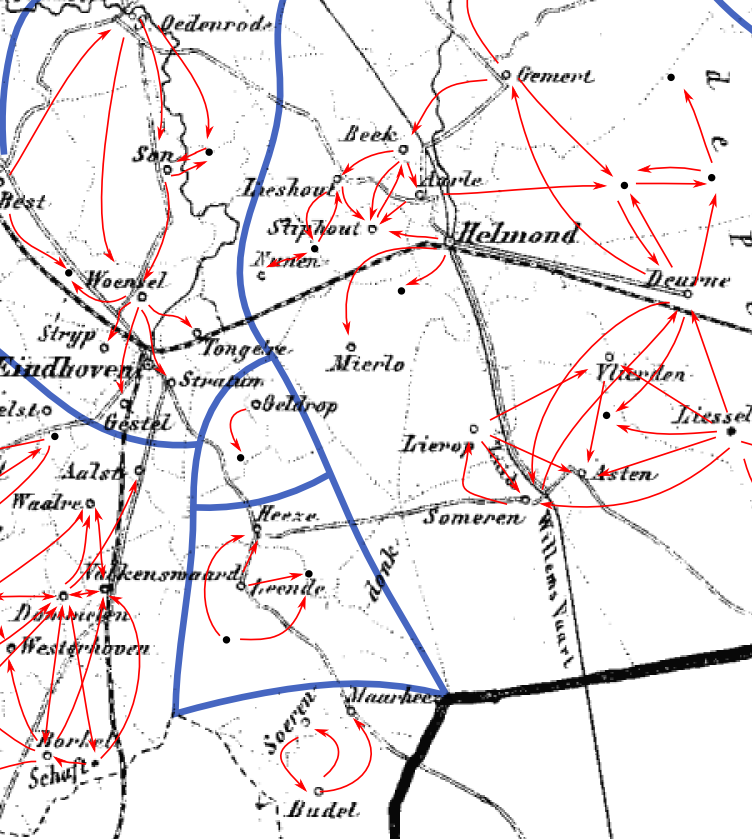
Toon Weijnen is de bedenker van de pijltjesmethode, waarmee de overeenkomsten tussen dialecten volgens dialectsprekers in kaart wordt gebracht

Weijnen promoveerde in 1937 aan de Katholieke Universiteit Nijmegen bij Jac. van Ginneken en was onder andere werkzaam aan de Katholieke Leergangen Tilburg en als hoogleraar in de Nederlandse en Indogermaanse taalkunde, de dialectkunde en de naamkunde aan de Katholieke Universiteit Nijmegen. Van 1958 tot 1980 was hij er werkzaam aan de letterenfaculteit.
Weijnen richtte in 1961 de Nijmeegse Centrale voor Dialect- en Naamkunde op, waar onder meer werd gewerkt aan de totstandkoming van een Brabants en Limburgs woordenboek. Hij nam zelf het initiatief tot het Woordenboek van de Brabantse Dialecten, waarvan hij eveneens de eerste projectleider was. Ook werkte hij mee aan het Woordenboek van de Limburgse Dialecten en aan de Atlas Linguarum Europae. Zijn handboek Nederlandse Dialectkunde uit 1958 is tot op heden een standaardwerk en zag in 2000 een herziene uitgave. In 1966 schreef hij een verhandeling over structurele factoren die ten grondslag hebben gelegen aan vaste klank- en betekenisverschuivingen in de verschillende Nederlandse dialecten.
Hij was ook lange tijd betrokken bij de radio-uitzendingen van de dialectrubriek Bij wijze van spreken van de Omroep Brabant. Toon Weijnen overleed op 98-jarige leeftijd.

## Prijs
- Vergulde Klomp, een dialectprijs